# Зомерау (Рувер)
Зомерау (њем. Sommerau) општина је у њемачкој савезној држави Рајна-Палатинат. Једно је од 103 општинска средишта округа Трир-Сарбург. Према процјени из 2010. у општини је живјело 78 становника. Посједује регионалну шифру (AGS) 7235129.

## Географски и демографски подаци
Зомерау се налази у савезној држави Рајна-Палатинат у округу Трир-Сарбург. Општина се налази на надморској висини од 322 метра. Површина општине износи 1,0 km². У самом мјесту је, према процјени из 2010. године, живјело 78 становника. Просјечна густина становништва износи 75 становника/km².